# Sơn dương Tây Kavkaz
Sơn dương Tây Kavkaz (Capra caucasica) là một loài động vật có vú trong họ Bovidae, bộ Artiodactyla. Loài này được Güldenstaedt & Pallas mô tả năm 1779.

## Hình ảnh

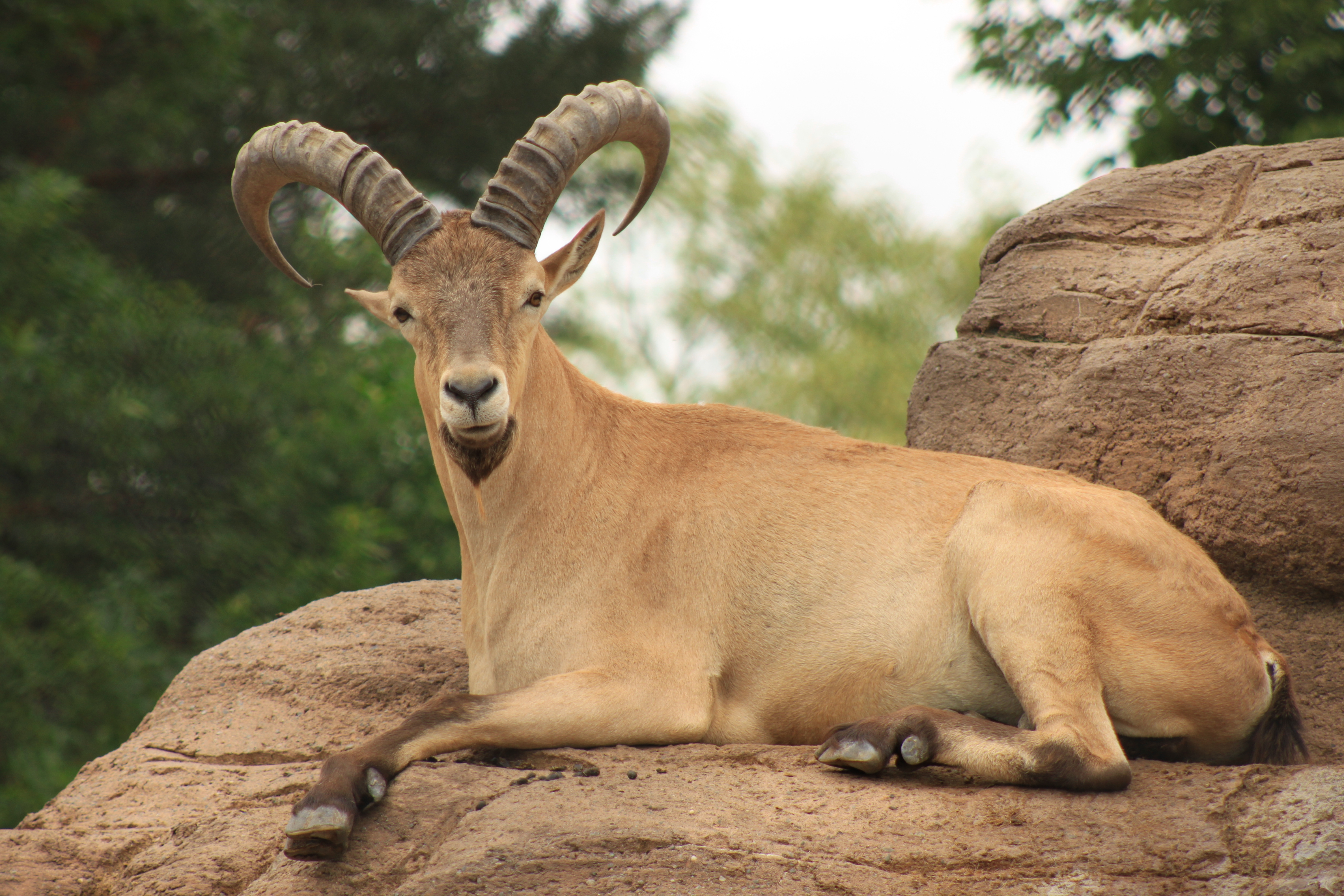
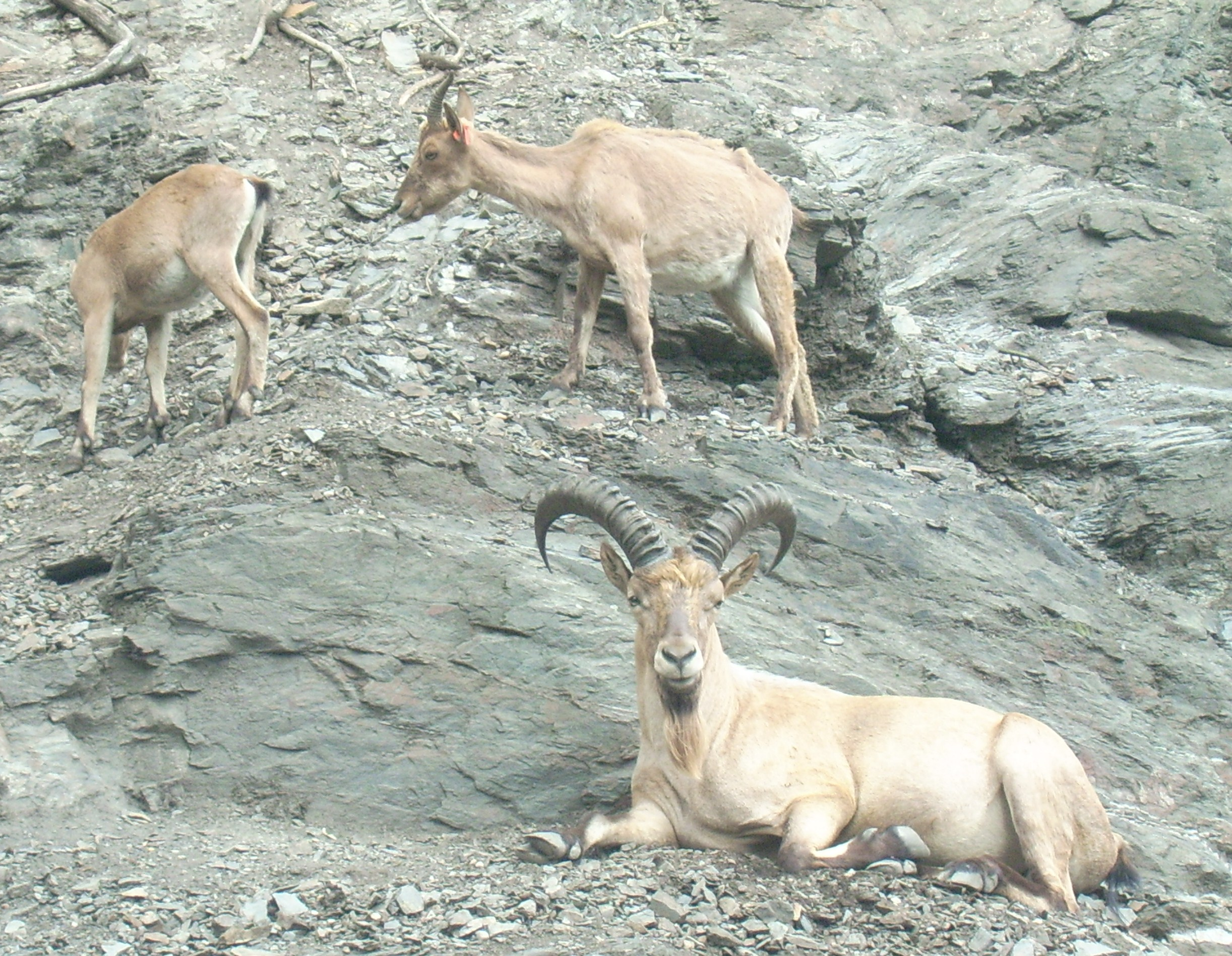
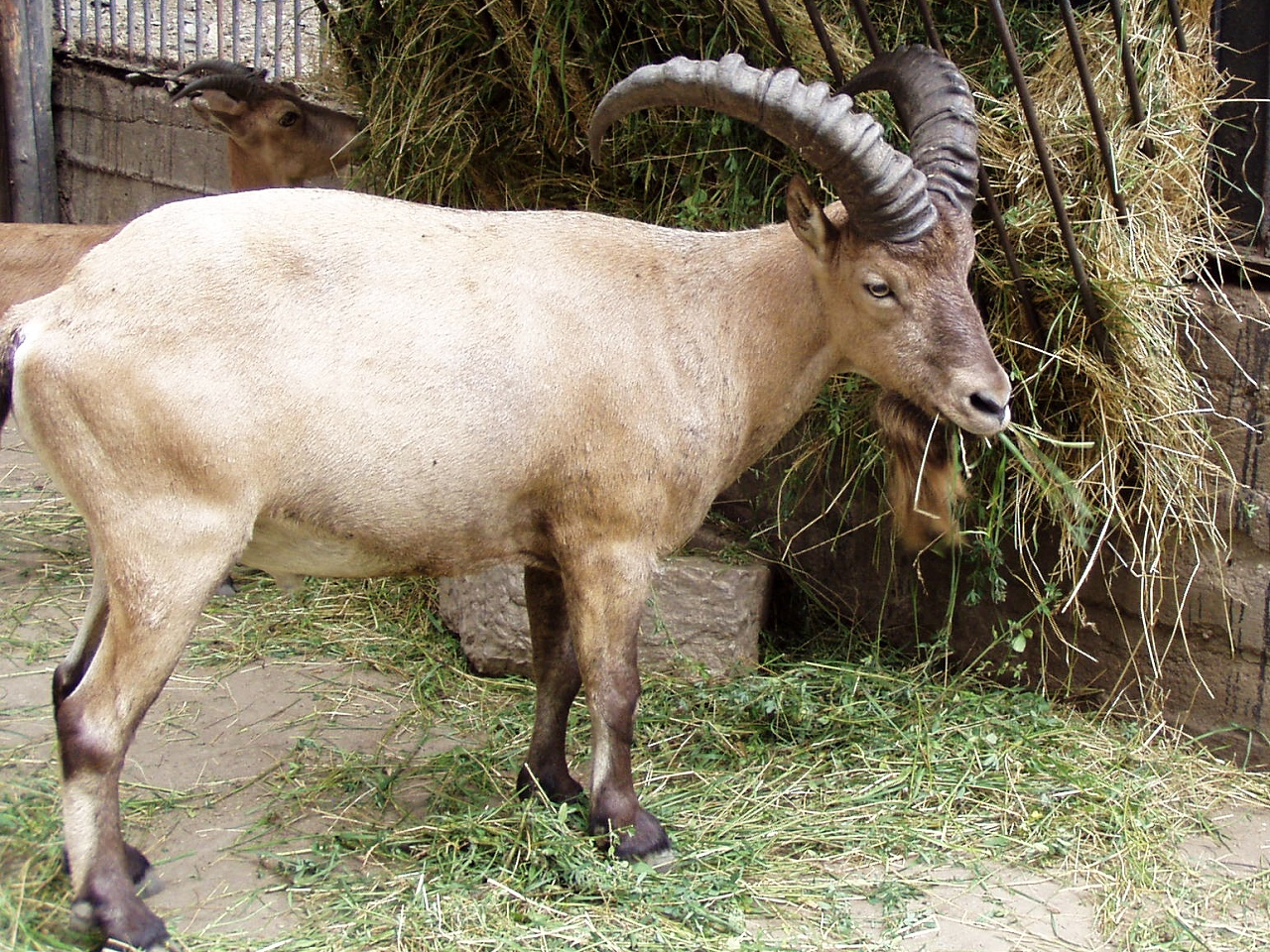